# Свети Йосиф (Казанлък)
Вижте пояснителната страница за други значения на Свети Йосиф.
„Свети Йосиф“ е източнокатолическа църква в град Казанлък, България, енорийски храм на Софийската епархия.

## История на енорията
През 1921 г. Епифаний Шанов, бивш епископ на Македонския български апостолически викариат, подава оставка поради напреднала възраст и се оттегля на почивка в родното си място – Казанлък. Купува имот на улица „П. Яворов“, който пригажда за свое жилище и устройва една от стаите за параклис. Така се поставя началото на енорията в града, където след войните са се заселили униати преселници от Одринско.
Eнорийският свещеник e Йосиф Раданов, който служи в параклиса на къщата на епископа. С годините униатската общност в града нараства, а с това и нуждата от нова църква. През 1936 г. общинско управление в Казанлък утвърждава нов регулационен план, според който униатският молитвен дом трябва да се събори, за да се прокара по-широко пътно платно. Епископ епископ Кирил Куртев успява да получи необходимото разрешение и строежът на новата сграда в същия имот започва през пролетта на 1936 г. Поради намесата на Старозагорския митрополит на православната църква, строежът е спрян. Казанлъшките униати апелират за продължаване на строежа с изложение, подписано от 55 души начело с епископ Шанов и свещеник Раданов
от името на 137 членове на енорията, включително запасни и действащи офицери и служители във военната самолетостроителна фабрика „Български Капрони“.
Едва на 16 септември 1942 г., след като новият епископ Йоан Гаруфалов повдига отново въпроса, от София разрешават да се довърши строежа, но при условие, че сградата няма да бъде ползвана за религиозни цели. Сградата остава недовършена поради смяната на политическия режим в България. През 50-те години дейността на църквата е преустановена, а през 1956 г. сградата е преустроена в детска градина и дадена на „Арсенал“ Казанлък. 
В продължение на 40 години енорията в Казанлък е обслужвана от приходящ свещеник. В началото на 90-те години на ХХ век, имотът е върнат на Софийската апостолическа екзархия.
По молба на епископ Методи Стратиев през 1994 г. в Казанлък пристигат свещеници от католическото монашеско общество на Салезианите на Дон Боско от Чехия. Първи, които се установяват в Казанлък, са мисионерите-чехи отец Петър Немец и отец Антон Кома. Най-напред пригаждат места за битово настаняване и едновременно с това - стая за параклис. След време преустройват бившето детско заведение в храм. В самото начало те смятат да посветят храмът на братята Кирил и Методий. Но казанлъчанин Иван Папукчиев успява да ги обеди да запазят старото име на енорията. По-късно създават „Център за информиране, консултиране, обучение и подкрепа“, чрез който започват да осъществяват своята социална дейност, насочена към деца и младежи в неравностойно положение.
През 2012 г. е издадена книгата „История на енорията „Свети Йосиф“ град Казанлък“. Книгата е започната от Иван Памукчиев през 1990-те и е завършена от архимандрит Петър Немец и Стефан Памукчиев.

## История на храма
От 1921 г. Светата литургия е обслужвана в параклиса в дома на епископ Епифаний Шанов.
Строежът на нова сграда на католическа църква в Казанлък е започнат през 1936 г., но реално довършен през 90-те години на XX век.
Храмов празник – 26 декември.